# János Vajda
János Vajda (n. 7 mai 1827, Pesta, Regatul Ungariei – d. 17 ianuarie 1897, Budapesta, Austro-Ungaria) a fost un scriitor maghiar.